# 1e Exloërmond
1e Exloërmond (ook Eerste Exloërmond) is een klein dorp in de gemeente Borger-Odoorn, provincie Drenthe (Nederland). Het ligt vlak bij Nieuw-Buinen en 2e Exloërmond. In 2023 telde 1e Exloërmond 365 inwoners.

## Beschrijving
Het dorp, dat vlak bij de provinciegrens met Groningen ligt, is halverwege de 19e eeuw ontstaan ten tijde van de vervening van de Exloër Venen. De lintbebouwing ontstond langs het kanaal, het Noorderhoofddiep (ook wel Eerste Exloërmond genoemd), dat omstreeks 1829 gegraven werd ten behoeve van het vervoeren van onder andere turf naar de stad Groningen. Door de vervening kwam er meer werkgelegenheid en groeide de bevolking. Het hoogste aantal inwoners telde 1e Exloërmond in het jaar 1919, toen er 636 inwoners waren. In het jaar 1928 werd de eerste winkel in het dorp geopend. Het was een bakkerij met een winkelruimte waar naast de bakkerij producten ook grutterswaren en levensmiddelen werden verkocht. Het Noorderhoofddiep werd omstreeks 1970 gedempt.
Als alternatief voor vervoer per schip en personenvervoer werd de spoorlijn Stadskanaal - Ter Apel Rijksgrens aangelegd in het gebied, die vanaf 2 mei 1924 ook een halte ter hoogte van Eerste Exloërmond kende. Op 15 mei 1935 werd de halte gesloten. Het stationsgebouw bleef tot in de jaren 1970 staan. In 2003 is er een kunstwerk geplaatst dat herinnert aan de plek. De spoorrails liggen er nog wel.
Drenthe: Steden en dorpen      Nederland: Provincies · Gemeenten